# Gingebre
El gingebre (Zingiber officinale) és una planta de la família de les zingiberàcies originària de l'Índia, que hom conrea per utilitzar-ne el rizoma. El gingebre viu en tots els països càlids des de Nigèria fins a Jamaica. La Xina i l'Índia en són els principals productors, seguits pel nord d'Austràlia, Hawaii i l'Índia occidental, tot i que el gingebre cultivat a Jamaica es considera el millor.
A Catalunya, el clima no és adequat per al conreu del gingebre, tot i que es pot trobar espontàniament en les zones muntanyoses occidentals i centrals.

## Introducció
La família de les zingiberàcies comprèn unes mil espècies; aquesta família és abundant sobretot en les zones més tropicals del sud-est d'Àsia, sud d'Amèrica i d'Àfrica: algunes en són molt apreciades des de fa molt de temps, per les seves propietats culinàries i medicinals.

## Etimologia
El nom originari prové del sànscrit sringavera, que vol dir 'banya'. D'aquí va passar al persa com a dzungebir i a la vegada al grec com a ζιγγίβερις (dzingiberis); en llatí, es converteix en zingiber, i en la nostra llengua com a gingebre.

## Ecologia
És una planta que creix en les zones tropicals de tot el món.

## Descripció

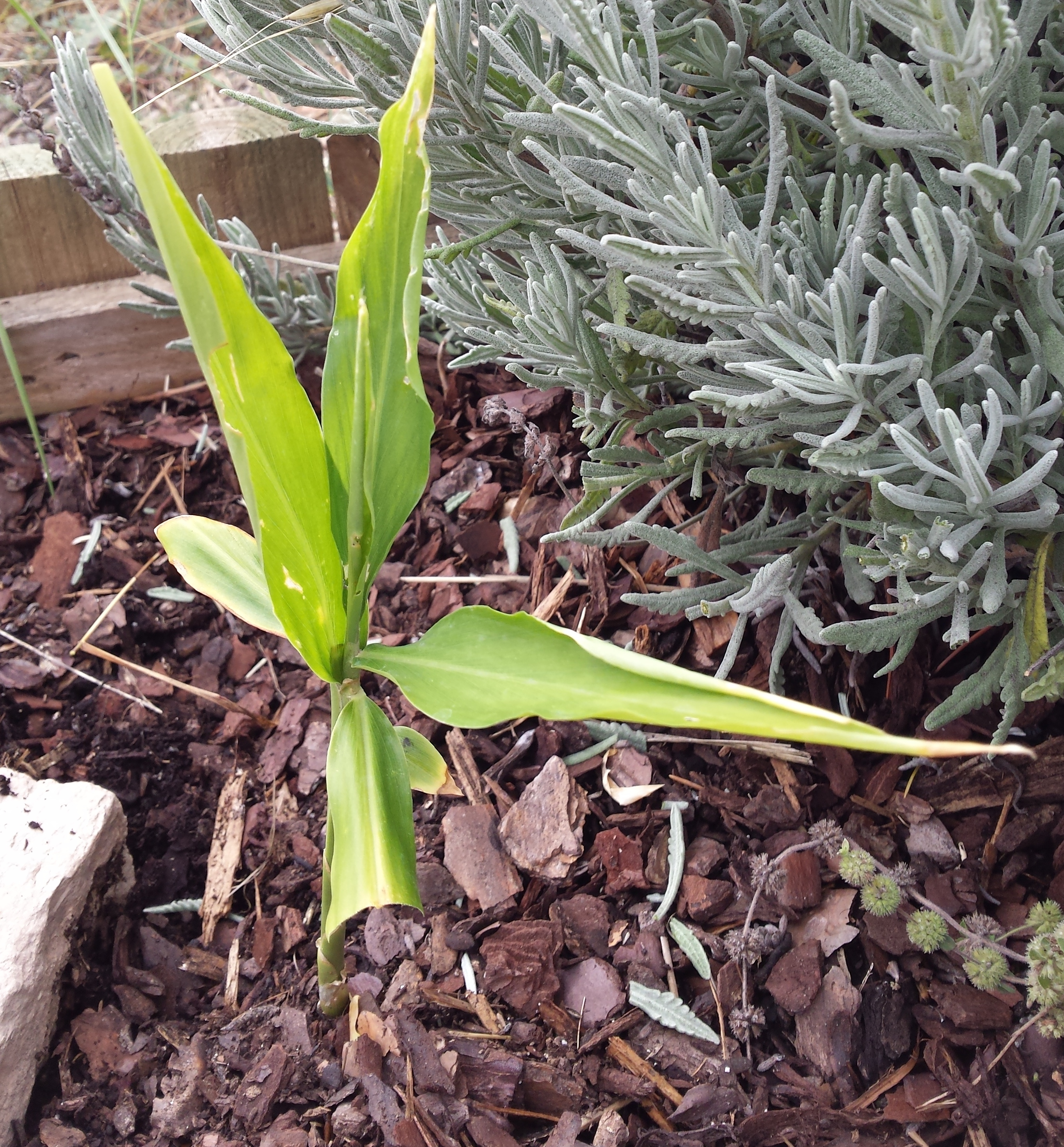
Brot de gingebre cultivat (a la dreta hi té un espígol)

L'aspecte general del gingebre és horitzontal, lateralment aplanat; pot arribar a fer de 3 a 16 cm de llarg, de 3 a 4 cm d'amplada i fins a 2 cm de gruix. És de color groguenc i marró clar per fora, i fibrós. Les branques, anomenades dits, són obliqües als rizomes.
Internament, és d'un color marró groguenc, amb una endodermis també groguenca.

### Forma vital (de Raunkjaer)
Segons la classificació de les formes vitals de Raunkjaer, són geòfits perquè els meristemes es troben sota terra.

### Mida i dimensions
Es tracta d'una planta herbàcia, perenne, que pot créixer, aproximadament, a 1 m d'alçada.

### Òrgans vegetatius
- Forma i tipus de l'arrel

Tubercle articulat, en forma de mà, denominat rizoma. És la part essencial de la planta, d'olor forta, aromàtica, gust agre i picant. És de color cendrós per fora i blanc-groguenc per dins. Creix horitzontalment en el sòl i es ramifica en un únic pla.
Els seus gruixuts rizomes, dels quals normalment parteixen arrels tubulades, són rics en midó.
El gingebre pot ser: 
-Gris: està constituït pel rizoma assecat a l'aire. Té la superfície externa d'un color gris, prou arrugada. Presenta zones cobertes per capes d'escorça, que solen trobar-se en les superfícies laterals, encara que es manté entre les ramificacions.
-Blanc: consisteix en el rizoma pelat, rentat amb aigua i assecat al sol. La seva superfície externa és de color blanc groguenc pàl·lid, amb la superfície fibrosa o estriada en sentit longitudinal.
- Morfologia, tipus i consistència de la tija: la tija és simple, rogenca i amb aspecte de fulla.

- Morfologia, textura i disposició de les fulles: en forma de llança, lanceolades, disposades al llarg de la tija en dues línies paral·leles.Té fulles primes i esmolades, de 15 a 20 cm de longitud i de 8 a 20 mm d'amplada.

### Òrgans reproductors
Les flors poden ser solitàries o, generalment, apareixen en una inflorescència terminal cimosa, racemosa o capituliforme. Són generalment hermafrodites i bracteades, zigomorfes o asimètriques, i presenten un periant doble i heteroclamidi, amb 3 sèpals soldats en un tub i 3 pètals més o menys amb forma connada. El calze normalment és tubular.
El que n'és característic és l'alta producció de nèctar; com que la seva pol·linització és zoòfila, la porten a terme les abelles, lepidòpters o fins i tot les aus.

## Farmacologia

### Composició química
Components bàsics
- Àcids: alfalinolènic, linoleic, ascòrbic, aspàrtic, càpric, caprílic, gadoleic, glutamínic, mirístic, oleic, oxàlic (arrel),
- shogaoles (arrel),[9]
- gingeral (arrel),
- fibra (arrel).
- Olis essencials: citral, citronelal, limonè, camfè, betabisolobè, betacariofilè, betabisabol, alfafarensè, alfacadinè, alfacadinol. B-felandrè, betafarnesè, i gamma endesmol.
- Aminoàcids: arginina, asparagina, histidina, isoleucina, leucina, lisina, metionina, niacina, tionina, triptòfan, tripsina, i valina (arrel).
- Minerals: alumini, bor, crom, cobalt, manganès, fòsfor, silici, zenc.
- L'aroma és deguda a una essència que conté els terpens següents: zingiberen (60%), zingiberol, cineol, felandren, citral i borneol. El gust agre i ardent del te prové dels fenols següents: gingerol, shogaol i zingeron. Sals minerals. Resina, 5 a 8% (principis picants).

Una vegada que se'n talla el rizoma, els productes químics actius en la planta, tal com el zingeberene, bisabolene, gingerol i shogoal, comencen a perdre potència. Les empreses que comercialitzen el gingebre ho fan en forma d'extracte, tintura, càpsules o olis, per impedir la pèrdua d'aquests productes químics.

## Ús medicinal
Els rizomes de Zingiber officinale han estat àmpliament utilitzats com a condiment i espècies en diferents societats. A més de la funció d'additiu alimentari, el gingebre té una llarga història d'ús medicinal per al tractament d'una varietat de malalties humanes, incloent-hi els refredats comuns, febre, malalties reumàtiques, complicacions gastrointestinals, mareig, diabetis, càncer, etc. El gingebre conté diversos principis picants no volàtils com: gingerols, shogaols, paradols i zingerone, amb molts efectes beneficiosos per a la salut. Alguns estudis realitzats en cultius cel·lulars van revelar que aquests principis picants fenòlics tenien propietats anticanceroses.

### Antiemètic i antimareig
El gingebre en pols ha estat comparat amb medicaments estàndards emprats per a combatre el mareig i les nàusees. Diverses proves han demostrat que el requeriment antiemètic postoperatiu era baix en pacients als quals s'administrava gingebre. El gingebre és un profilàctic antiemètic efectiu, especialment útil en casos de cirurgia. S'ha demostrat que el gingebre és efectiu per reduir les nàusees i els vòmits. També és important en el tractament de la diarrea.

### Antiinflamatori(reumatisme)
Un estudi danès ha trobat que el consum de gingebre alleuja significativament el dolor associat a l'artritis reumàtica, a l'osteoporosi, i ha estat beneficiós en pacients amb trastorns musculars.
Altres estudis han produït similars resultats, en què els pacients van determinar que el gingebre produeix més alleujament del dolor, inflamació i estirament que l'administració d'antiinflamatoris no esteroidals.
Els olis trobats en el gingebre han estat identificats com a composts actius que inhibeixen la biosíntesi de les prostaglandines, que en una situació de sobreabastiment causarien inflamació.

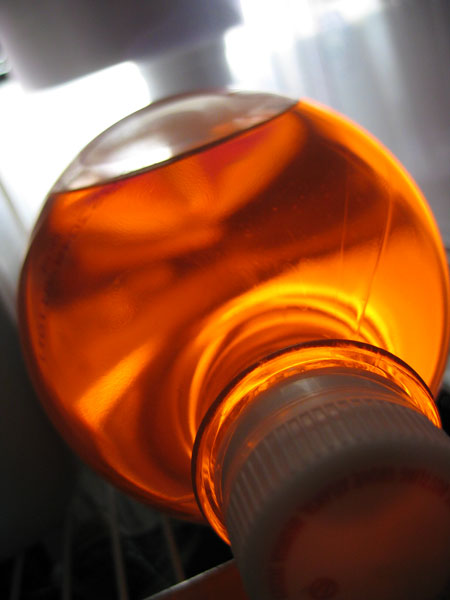
Una ampolla de ginger ale

### Antiulcerós
Protegeix la creació d'úlceres digestives.
Antiagregant plaquetari de sistema circulatori
S'ha trobat que el gingebre és beneficiós per a la reducció de l'agregació plaquetària, que pot portar a la degradació de les artèries coronàries. El gingebre ha mostrat ser antihipercolesterolèmic. També s'ha demostrat que el gingebre inhibeix la biosíntesi de colesterol en el fetge.

### Antioxidant
El gingebre té propietats antioxidants.
Antigament, també s'utilitzava el gingebre per als refredats i, en l'actualitat, es fa en països com la Xina o Myanmar. En d'altres com Indonèsia, s'utilitza principalment per a prevenir i curar el reumatisme, i als Estats Units s'utilitza per a evitar marejos i nàusees.
A més, alguns investigadors han divulgat que el gingebre té propietats antimutagèniques.

## Precaucions[calcitació]
Els pacients que prenen medicaments anticoagulants o aquells que tenen trastorns de coagulació de sang, haurien de consultar el metge abans d'automedicar-se amb gingebre. També haurien de fer-ho els pacients amb càlculs biliars.
El gingebre pot ajudar a alleujar les nàusees de l'embaràs, però en quantitats elevades, pot provocar l'avortament. Més de 6 g poden accionar problemes gàstrics (interfereix en la digestió del ferro i les vitamines liposolubles) i possibles úlceres.
En alguns casos, s'han descrit algunes reaccions adverses com dermatitis a les mans, però només en persones amb la pell sensible.
Els símptomes d'una sobredosi de gingebre poden incloure confusió, batecs irregulars del cor i adormiment.
No es pot prendre gingebre si es pren algun dels medicaments següents: medicació per al cor, per al control dels nivells de glucosa en la sang (com per exemple, la insulina), antiinflamatoris no esteroidals (com per exemple, aspirina, ibuprofèn), o altres herbes antioxidants, ja que poden afectar la coagulació.
No és recomanat l'ús del gingebre en infants menors de 6 anys.

## Posologia
Per a adults i per a infants majors de 6 anys:
- Per a marejos: 0,5 grams, 2-4 cops al dia.
- Per a dispèpsia: 2-4 grams diaris.

## Origen
Les ambaixades comercials del rei persa Darios II (segle v aC) van portar a Occident aquesta espècia, que ja era molt utilitzada pels hindús. Els fenicis la portaren a la Mediterrània al segle i, i va ser coneguda als antics Egipte, Grècia i Roma. Al segle ii, el gingebre apareix en una relació d'importacions fetes a Alexandria, procedents del mar Roig, que estaven subjectes a drets de duana per Roma. Després del pebre, el gingebre era la segona espècia en ordre de preferència dels romans.
El gingebre va arribar a França i Alemanya durant el segle ix, i una mica més tard a Anglaterra, on al segle xi era ja ben conegut. Els portuguesos el van introduir a Àfrica, i els espanyols el van portar a les Antilles.

## Observacions
Els rizomes s'utilitzen en la majoria de les cuines de tot el món mitjançant el menjar asiàtic; els rizomes tendres són sucosos i carnosos, amb un fort gust. S'acostuma a conservar-los en vinagre per menjar-los com a aperitiu, o per a utilitzar-los com a ingredient de molts plats. Les arrels madures són fibroses i seques. El suc dels rizomes vells és extremadament picant i, a vegades, s'utilitza com a espècie en la cuina xinesa per a dissimular altres olors i gusts més forts, com el del marisc o de la carn d'anyell. En la cuina occidental, el gingebre, sec o en pols, tradicionalment s'utilitza tan sols en la preparació de dolços, com caramels o l'anomenat pa de gingebre.
El gingebre produeix penjolls de capolls blancs i rosats que floreixen en flors grogues. A causa de l'adaptabilitat de la planta i de la seva estètica, a vegades s'utilitza com a ornamentació al voltant de cases de zones subtropicals.